# 田中孝典
田中 孝典（たなか たかのり、1946年 - ）は、日本の建築家。株式会社山下設計執行役員から現在同社代表。同社では主に海外の無償資金協力案件の業務を担当していた。三重県松阪市生まれ。

## 略歴
1970年、名古屋工業大学工学部建築学科卒業。同年から株式会社山下設計。1979年12月まで、東京支社建築設計部。1980年1月から1989年10月まで海外業務室、1989年11月から2000年11月まで国際プロジェクト部部長 。2000年12月から2003年11月まで執行役員。2003年12月から取締役常務執行役員。
1977年、バグダッド放送局国際コンペティション当選。1986年にエジプト放送局プロポーザル当選。1999年にジョルダン国観光施設建設事業プロポーザルに当選した。 その他代表作品にフィリピン国貿易研修センター、スリランカ国植物検疫所、バングラデシュやネパール、南アフリカ、ケニア、ミャンマー日本国大使館大使公邸、ケニア林業育苗センター、モザンビーク教員養成校、アジア太平洋障害者センター他、多数。

## 著書
- 建築資料集成 丸善
- 筑波大学の施設・環境計画（共同執筆） 筑波大学